# 莱萨涅特站
莱萨涅特站（法語：Les Agnettes）是巴黎地鐵的一個車站。莱萨涅特站位於塞納河畔阿涅爾和热讷维利耶的交界處，是巴黎地鐵13號線的車站。莱萨涅特站開業於2008年6月14日，站名來自於附近地名。

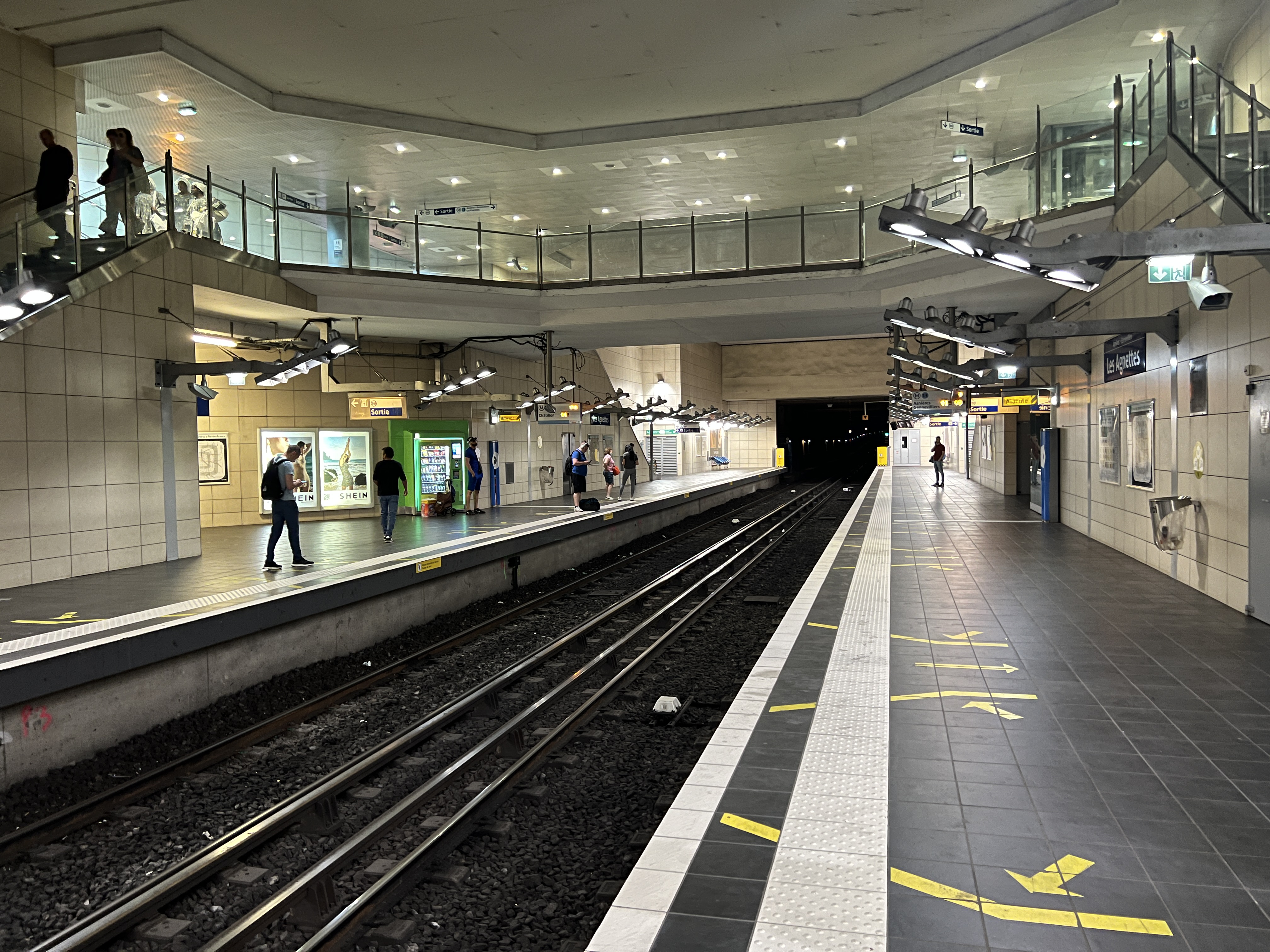
月台（2022年7月）

## 車站結構
| 街道層     |                    |                                    |
| B1         | 夾層               |                                    |
| 13號線月台 | 側式月台，右側開門 | 側式月台，右側開門                 |
| 13號線月台 | 北行               | 往莱库尔蒂耶站（總站）             |
| 13號線月台 | 南行               | 往沙蒂永-蒙魯日（加布里埃尔·佩里） |
| 13號線月台 | 側式月台，右側開門 |                                    |